# Харманли (община)
Харманли (болг. Община Харманли) — община в Болгарии. Входит в состав Хасковской области. Население составляет 27 206 человек (на 15 декабря 2009 года).
Кмет (мэр) общины Харманли — Михаил Христов Лисков (коалиция трёх партий: Болгарская социалистическая партия, Болгарская социал-демократия, политический клуб «Фракия») по результатам выборов 2007 года в правление общины.

## Состав общины
В состав общины входят следующие населённые пункты:
| - Бисер - Богомил - Болярски-Извор - Браница - Болгарин - Вырбово - Доситеево - Дрипчево - Иваново | - Изворово - Коларово - Лешниково - Надежден - Овчарово - Орешец - Остыр-Камык - Поляново - Преславец | - Рогозиново - Славяново - Смирненци - Харманли - Черепово - Черна-Могила - Шишманово |

## Экономика
Община Харманли расположена на юго-востоке Болгарии, в центральной части Хасковской области, входит в зону трансграничного сотрудничества. Развито растениеводство и животноводство, на человека в среднем приходится 1,11 га культивированных земель (превосходит средние показатели как по области и так и по стране), причём около половины поливные (на территории общины расположены 70 прудов и других водоёмов). В растениеводстве преобладают преимущественно зерновые и фуражные культуры, табак и подсолнечник, арбузы и дыни, виноград и яблоки. Промышленное производство представлено различными предприятиями, среди них электротехнические, по изготовлению строительной керамики, деревообрабатывающие, швейные и текстильные, а также изготовляющие пище-вкусовую продукцию и перерабатывающие табак.